# Gymnasiet i Petalax
Gymnasiet i Petalax är ett svenskspråkigt gymnasium som ligger i Petalax by som hör till Malax kommun. Skolan har en allmän linje och en tvärvetenskaplig linje.
Skolan har ca 80 studerande och 18 lärare. Studerande kommer från flera olika byar inom Malax och Korsnäs kommun. Skolan inledde sin verksamhet hösten 1971. Hösten 2021 flyttade skolan in ett nytt skolhus byggt i cross laminated timber.

## Historia
År 1971 grundades Gymnasiet i Petalax och verkade i Ungdomsföreningens lokaler. Det blev en tillfällig skolbyggnad för gymnasiet. 1985 flyttades skolan till Mamrevägen där den hade fått en egen byggnad. Gymnasiet placerades i anslutningen till högstadiet eftersom Petalax låg i centrum dit elever från alla närliggande kommuner kan komma och studera. Gymnasiet i Petalax var en av Finlands första kommunala landsbygdsgymnasier. Lars Sommardahl var skolans första rektor mellan åren 1971 och 1991.  Sommardahl efterföljdes av Lars Varstala (1991-2013). Nu är Margareta Bast-Gullberg (2013- ) rektor i skolan. Skolbyggnaden är placerad ovanpå ett träsk och sjunker därför långsamt ner. 2018 stod det klart att Gymnasiet i Petalax får en ny skolbyggnad år 2020 i anslutning till Högstadiet i Petalax.